# Alžběta Beauchampová
Alžběta Beauchampová (16. září 1415, hrad Hanley – 18. června 1448) byla jediným dítětem a dědičkou Richarda Beauchampa, barona z Abergavenny a 1. hraběte z Worcesteru a jeho manželky Isabely Despenserové, dcery Tomáše Despensera a Konstancie z Yorku, vnučky Eduarda III.
Po otcově smrti v roce 1421 nebo 1422 zdědila jeho panství a 18. března 1421/22 získala titul lady z Bergavenny. Před 18. říjnem 1424 se stala první manželkou Eduarda Nevilla, 3. barona z Bergavenny. Ten byl mladším synem Ralpha Nevilla, 1. hraběte z Westmorlandu a Jany Beaufortové, dcery Jana z Gentu a jeho třetí manželky, Kateřiny Swynfordové.
Alžběta a Eduard spolu měli několik potomků, včetně Jiřího Nevilla, 4. barona z Bergavenny. Alžběta byla pohřbena v Coventry na hřbitově karmelitánů.